# Elmendorf Air Force Base
Elmendorf Air Force Base est une base de l'United States Air Force située près d'Anchorage en Alaska.

## Historique

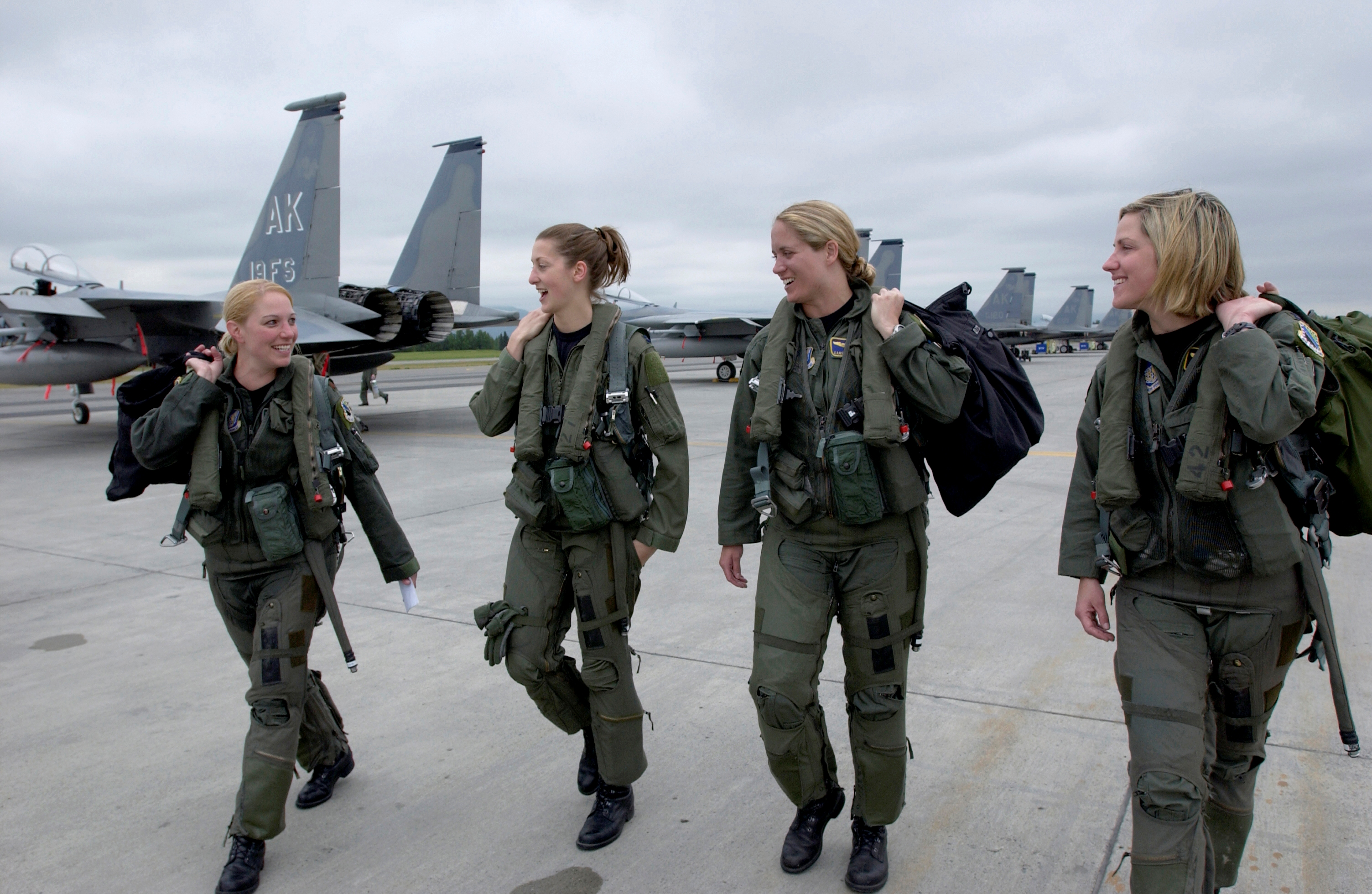
Pilotes de F-15 du 3rd Wing de la base d'Elmendorf en 2006.

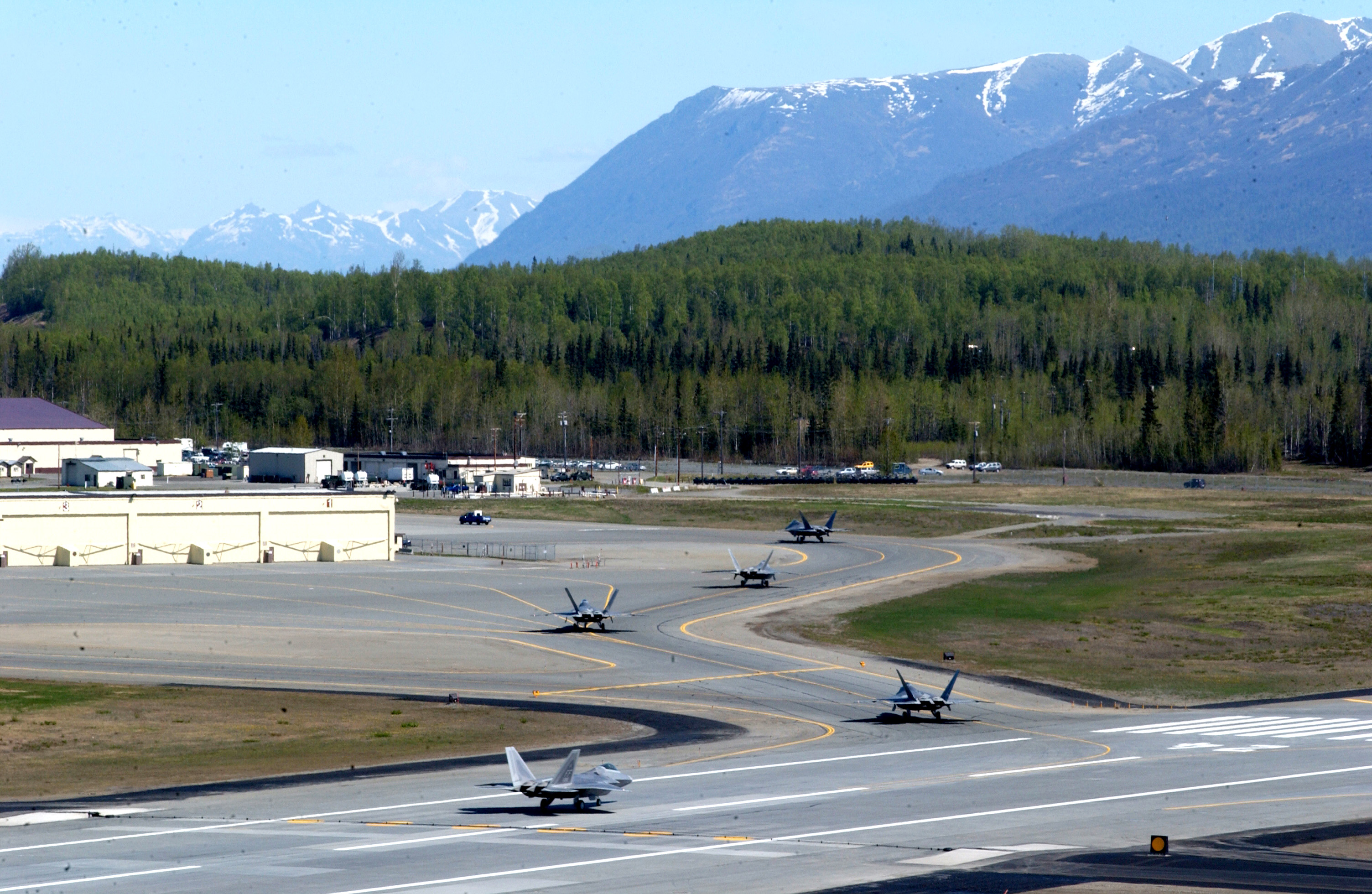
Des F-22A du 27th FS de Langley AFB sur la base d'Elmendorf en mai 2006

Elmendorf Air Field est construit en 1940. En février 1941, le 18th Pursuit Squadron doté d’appareils Curtiss P-36 Hawk provenant de Californie devient la première unité de combat de cette base, le 36th Bombardment Squadron arrive un mois plus tard équipé de bombardiers Douglas B-18. À la suite de l’attaque de Pearl Harbor le 7 décembre 1941, la défense aérienne de l’Alaska fut renforcée par l’envoi d’avions plus modernes, soit des chasseurs Curtiss P-40 Warhawk et quelques bombardiers Boeing B-17 Flying Fortress. Elle servira de relais logistique pendant la Campagne des îles Aléoutiennes.
Au début de 2007, les principales unités présentes à Elmendorf AFB sont : 
- Quartier général de la 11th Air Force des Pacific Air Forces
- Quartier général de l'Alaskan Command (en)
- 3rd Wing
- 611th Air Operations Group
- 611th Air Support Group

Elle est l'un trois quartiers-généraux subordonné au Commandement de la défense aérospatiale de l'Amérique du Nord.